# Goal 2 : La Consécration
Série Goal!
Goal! : Naissance d'un prodige
(2005) Goal! 3: Taking on the World
(2009)
Pour plus de détails, voir Fiche technique et Distribution.
Goal 2 : La Consécration ou Goal II: Le rêve ultime au Québec (Goal II: Living the Dream) est un film britannico-germano-espagnol réalisé par Jaume Collet-Serra et sorti en 2007. Il s'agit du deuxième volet, après Goal! : Naissance d'un prodige (2005), d'une trilogie racontant l'ascension d'un jeune joueur de football.

## Synopsis
Santiago Muñez vit désormais à Newcastle avec sa compagne Roz Harmison, l'infirmière du club de Newcastle, avec laquelle il compte se marier. Alors qu'il dîne avec ses futures femme et belle-mère, ainsi que de son coéquipier Jamie, Glen vient le voir pour l'informer que Florentino Pérez, président du célèbre club espagnol Real Madrid, souhaiterait le rencontrer. Les deux hommes se rendent alors à Tokyo au Japon, où le club espagnol est en tournée promotionnelle afin de prendre contact avec le président et l'entraîneur du club.
Le Real Madrid et Newcastle parviennent à un accord : Michael Owen rejoint Newcastle pour 2 ans, et en échange, Santiago fait le trajet inverse en s'engageant avec le Real Madrid. Alors qu'il donne une conférence de presse sur son transfert, une femme, Rosa María, l'observe à la télévision. La femme explique à son fils Enrique que Santiago est son frère. Rosa avait abandonné les siens avant qu'il émigrent aux États-Unis.
Le soir du match de Ligue des champions contre l'Olympiakos, Santiago est remplaçant, mais entre à la place de son ami Gavin qui n'a plus marqué depuis 14 matchs. Il offre la victoire à son équipe d'une magnifique reprise de volée et marque son premier but sous ses nouvelles couleurs. Invité à la soirée d'anniversaire de Gavin, il fait la rencontre de Jordana, une séduisante journaliste espagnole qui souhaiterait l'inviter à son émission, mais il décline son offre. Profitant de la présence de sa compagne dans la capitale, il en profite pour la gâter en lui permettant de choisir une voiture et acheter un appartement dans lequel il veut vivre avec elle. Il fait à nouveau une entrée remarquable en marquant une nouvelle fois le but de la victoire face à l'AEK Athènes. Hélas, sa nouvelle célébrité commence à pousser Roz à s'éloigner de lui et il commence à changer de comportement, devient capricieux, égoïste et méchant. Pour sa première titularisation en Liga face à Valence, il écope du premier carton rouge de sa carrière, à la suite d'un tacle dangereux, et laisse son équipe à 10. Passant la soirée dans un bar, il est rejoint par Jordana qui lui réitère sa proposition de participer à son émission. Le soir du nouvel an, il échange un baiser avec la journaliste. Malheureusement, les choses empirent pour la nouvelle star madrilène : il se blesse, son jeune frère Enrique lui vole ses affaires, sa voiture provoque un accident et il est en prison pour avoir agressé un journaliste qui l'a pris en photo après avoir été interrogé par la police. De son côté, Roz découvre dans un magazine people l'échange de baiser entre son compagnon et Jordana, puis l'appelle pour rompre avec lui.
Quelques jours plus tard, après avoir qualifié son équipe en finale de Ligue des Champions en battant l'Olympique lyonnais en demi-finale, Santi part à la rencontre de Rosa, sa mère, et leurs retrouvailles sont émouvantes.
En finale, le Real affronte les Anglais d'Arsenal. Gavin Harris est titulaire et Santi est sur le banc. Rien ne se passe comme prévu et les Madrilènes sont menés 2 à 0. Entré en cours de jeu, Santi délivre une passe décisive à Harris, qui réduit le score à 2-1. Alors que les minutes passent, Santi égalise d'un but magnifique. Dans les ultimes secondes du match, David Beckham offre la victoire au Real avec un magnifique coup franc. Les joueurs célèbrent le trophée.

## Fiche technique
Sauf indication contraire, les informations mentionnées dans cette section peuvent être confirmées par la base de données cinématographiques IMDb,  présente dans la section « Liens externes ».
- Titre original : Goal II: Living the Dream
- Titre français : Goal 2 : La Consécration
- Titre québécois : Goal II: Le rêve ultime
- Réalisation : Jaume Collet-Serra
- Scénario : Mike Jefferies, Adrian Butchart et Terry Loan
- Décors : Joel Collins
- Musique originale : Stephen Warbeck
- Montage : Niven Howie (de)
- Production : Lawrence Bender, Mike Jefferies, Matt Barrelle, Mark Huffam, Nicolas Gautier, Stevie Hargitay
- Sociétés de production : Milkshake Films, Anola Films S.L., Impala et Little Magic Films
- Distribution : Buena Vista International (Royaume-Uni, France), Peace Arch Releasing (Etats-Unis, Canada)
- Budget : 10 000 000 $[1]
- Format : couleur - 2,35:1 - Dolby Digital - 35 mm
- Genre : drame sportif
- Durée : 115 minutes
- Dates de sortie[2] : 
  - Royaume-Uni : 9 février 2007
  - Espagne : 16 mars 2007
  - France : 11 avril 2007
- Classifications :
  - États-Unis : PG-13 Rated PG-13 for some sexual content
  - France : tous publics

## Distribution
- Kuno Becker (VF : Emmanuel Garijo) : Santiago « Santi » Muñez
- Stephen Dillane (VF : Nicolas Marié) : Glen Foy
- Leonor Varela : Jordana Garcia
- Elizabeth Pena : Rosa Maria
- Anna Friel (VF : Ilana Castro) : Roz Harmison
- Frances Barber (VF : Annabelle Roux) : Carol Harmison
- Rutger Hauer (VF : Féodor Atkine) : Rudi van der Merwe
- Alessandro Nivola (VF : Cédric Dumond) : Gavin Harris
- Kevin Knapman (VF : Tristan Petitgirard) : Jamie Drew
- Kieran O'Brien : Hughie McGowan
- Marcus Shultz : Jamie
- Sean Pertwee (VF : Gilles Morvan) : Barry Rankin
- William Beck : Steve Parr
- Nick Cannon : T. J. Harper
- Miriam Colon : Mercedes

 Source et légende : version française (VF) sur RS Doublage
Dans leur propre rôle :
- David Beckham
- Julio Baptista
- Emilio Butragueño
- Iker Casillas
- Thomas Gravesen
- José María Gutiérrez
- Alfredo Di Stéfano
- Iván Helguera
- Francisco Pavón
- Florentino Pérez
- Sergio Ramos
- Carles Puyol
- Raúl
- Robinho
- Ronaldo
- Míchel Salgado
- Jonathan Woodgate
- Zinédine Zidane
- Thierry Henry
- Robert Pirès
- Arsène Wenger
- Cesc Fàbregas
- José Antonio Reyes
- Freddie Ljungberg
- Jens Lehmann
- Aliaksandr Hleb
- Cicinho
- Shay Given
- Ronaldinho
- Samuel Eto'o
- Lionel Messi
- Víctor Valdés
- Santiago Cañizares
- David Villa
- Vicente
- Grégory Coupet
- Rivaldo
- Stefano Farina
- Steffen Iversen
- Rafael Márquez
- Roberto Carlos
- Ivan Campo
- Juninho
- Alou Diarra

## Production
Après Newcastle United dans le premier film, l'action de cette suite se déroule autour du Real Madrid, comme l'explique l'un des producteurs, Mike Jefferies :

« Ce deuxième volet marque une nouvelle étape de sa carrière. Nous avons choisi le Real Madrid car c'est un des plus grands clubs du monde, avec neuf Coupes d'Europe à son actif, un stade capable d'accueillir 84 000 spectateurs, des recettes supérieures à tous les autres clubs et un nombre de fans égalé seulement par Manchester United et Liverpool. Santiago passe ainsi d'un niveau national, les championnats de Ligue 1 anglais, à un niveau européen, la Ligue des Champions organisée par l'UEFA. »

Le coproducteur Danny Stepper ajoute que le club madrilène a totalement soutenu et aidé le film : « À la fois sportifs et hommes d'affaires, les responsables du Real Madrid ont vite compris qu'ils avaient tout intérêt à participer au projet. Comme nous, ils déploraient le manque de films sur le football ».
Le tournage a lieu entre octobre et novembre 2005. Il se déroule à Madrid, Londres, Newcastle upon Tyne, Trondheim et Tokyo.

## Accueil
Le film reçoit des critiques globalement négatives. Sur l'agrégateur américain Rotten Tomatoes, il récolte 39% d'opinions favorables pour 18 critiques et une note moyenne de 4,82⁄10. Sur Metacritic, 3 critiques négatives sont recensées.
En France, le film obtient une note moyenne de 1,8⁄5 sur le site AlloCiné, qui recense 11 titres de presse.
Côté box-office, le succès n'est pas non plus au rendez-vous. Produit pour un budget estimé à 10 millions de dollars, le film ne récolte que 7 864 905 $ dans le monde. En France, il ne totalise que 77 349 entrées.

## Erreur
Au début du film lorsque le Real Madrid joue contre le FC Barcelone, il est possible de voir deux ballons : un blanc et un jaune.

### TrilogieGoal!
- 2005 : Goal! : Naissance d'un prodige (Goal!) de Danny Cannon
- 2007 : Goal 2 : La Consécration (Goal II : Living the Dream) de Jaume Collet-Serra
- 2009 : Goal! 3: Taking on the World d'Andy Morahan (sorti directement en vidéo)